# Kerið
Kerið (escrit a vegades com Kerith o Kerid) és un llac de cràter volcànic que es troba al sistema volcànic conegut com a Grímsnes a la regió de Suðurland, en la ruta turística popularment coneguda com el Cercle Daurat. És un dels diversos llacs de cràter de la zona, coneguda com a zona Volcànica Occidental d'Islàndia, que inclou la península Reykjanes i la glacera Langjökull, creada pel moviment de la terra sobre el hotspot, però de tots els llacs de cràter és en el que s'hi reconeix la caldera més fàcilment, ja que està encara intacte. La caldera, com les altres roques volcàniques de la zona, està composta de roca vermella, més que no pas negra. La caldera fa aproximadament 55 metres de profunditat, 170 metres d'amplada i 270 metres d'allargada. La caldera de Kerið és un dels tres cràters volcànics més identificables perquè té aproximadament 3000 anys, que és la meitat de la majoria de volcans circumdants. Les altres dues són Seyðishólar i Kerhóll.
Mentre que la majoria del cràter està rodejat d'una paret de roca amb poca vegetació, hi ha una paret que s'inclina més suaument i està recoberta d'una molsa profunda, i s'hi pot caminar força fàcilment. El llac en si és força poc profund (de 7 a 14 metres, depenent de la pluja i d'altres factors), però a causa de minerals del sòl, és d'un opac i sorprenentment vívid color aiguamarina.
Els propietaris del terreny Kerfélagið cobren una taxa d'entrada per veure el cràter de 400 ISK (a data d'agost de 2017).

## Formació
Tot i que els volcanòlegs al principi van creure que Kerið havia estat format per una gran explosió volcànica, ja que això és el que sol passar amb els cràters volcànics, estudis més minuciosos de la regió de Grímsnes no van poder trobar proves d'aquesta gran explosió a Kerið. El que es creu ara és que Kerið era un con volcànic que va entrar en erupció i va buidar la seva reserva de magma. Una vegada que el magma va ser exhaurit, el pes del con va col·lapsar a la cambra buida de magma. La piscina actual d'aigua al fons del cràter es troba al mateix nivell que el nivell freàtic, i no és causat per la pluja.

## Galeria

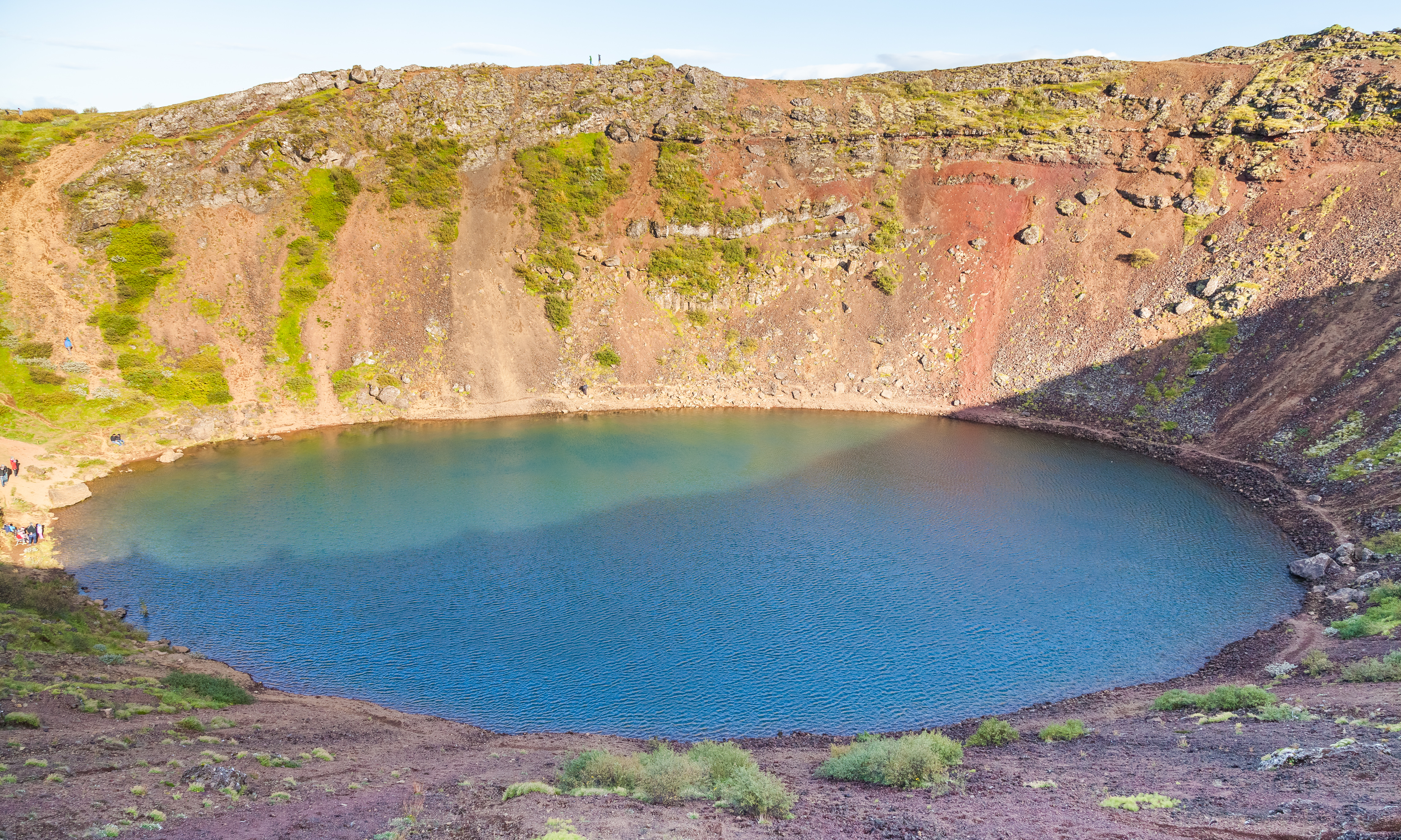
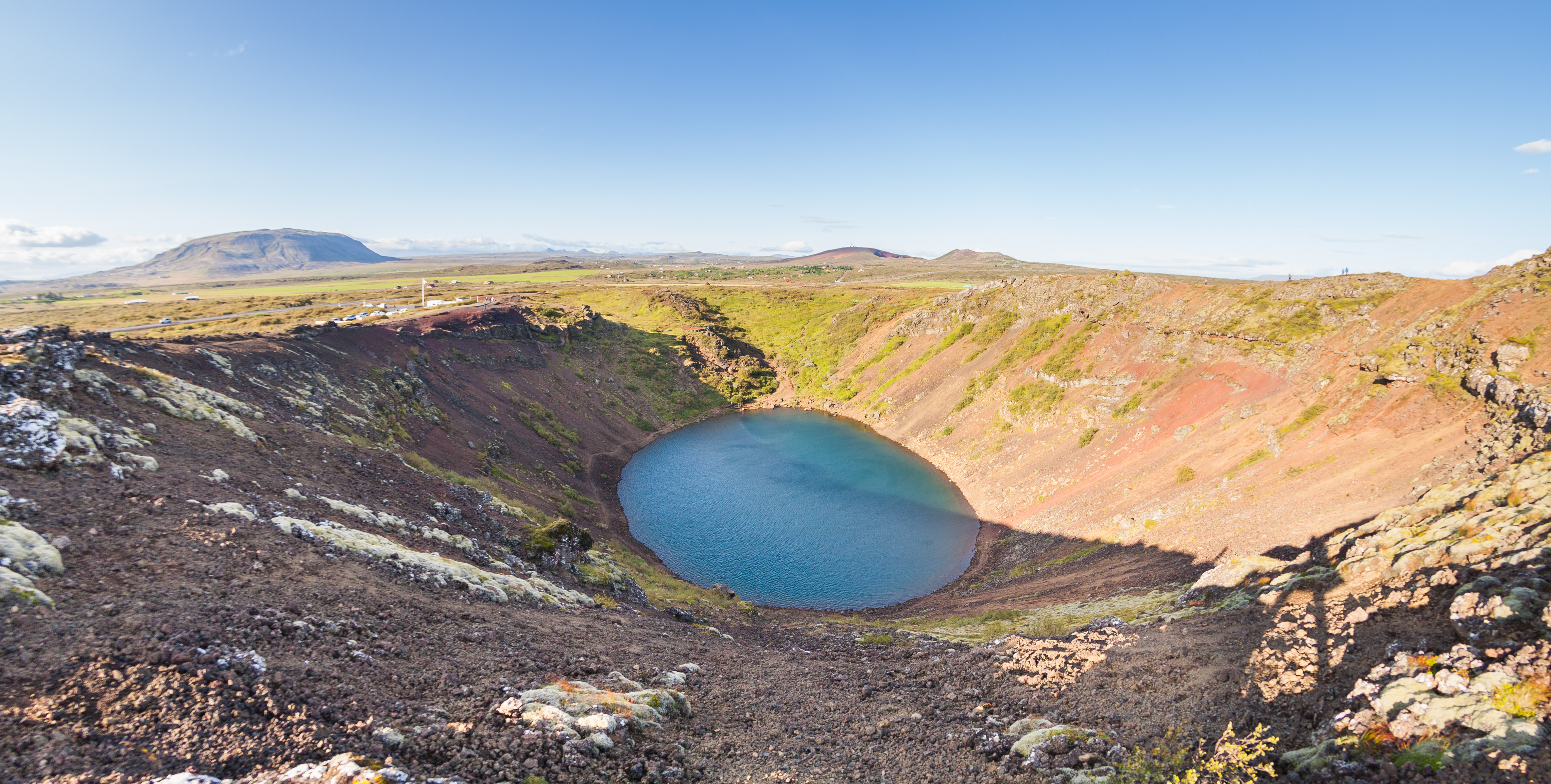
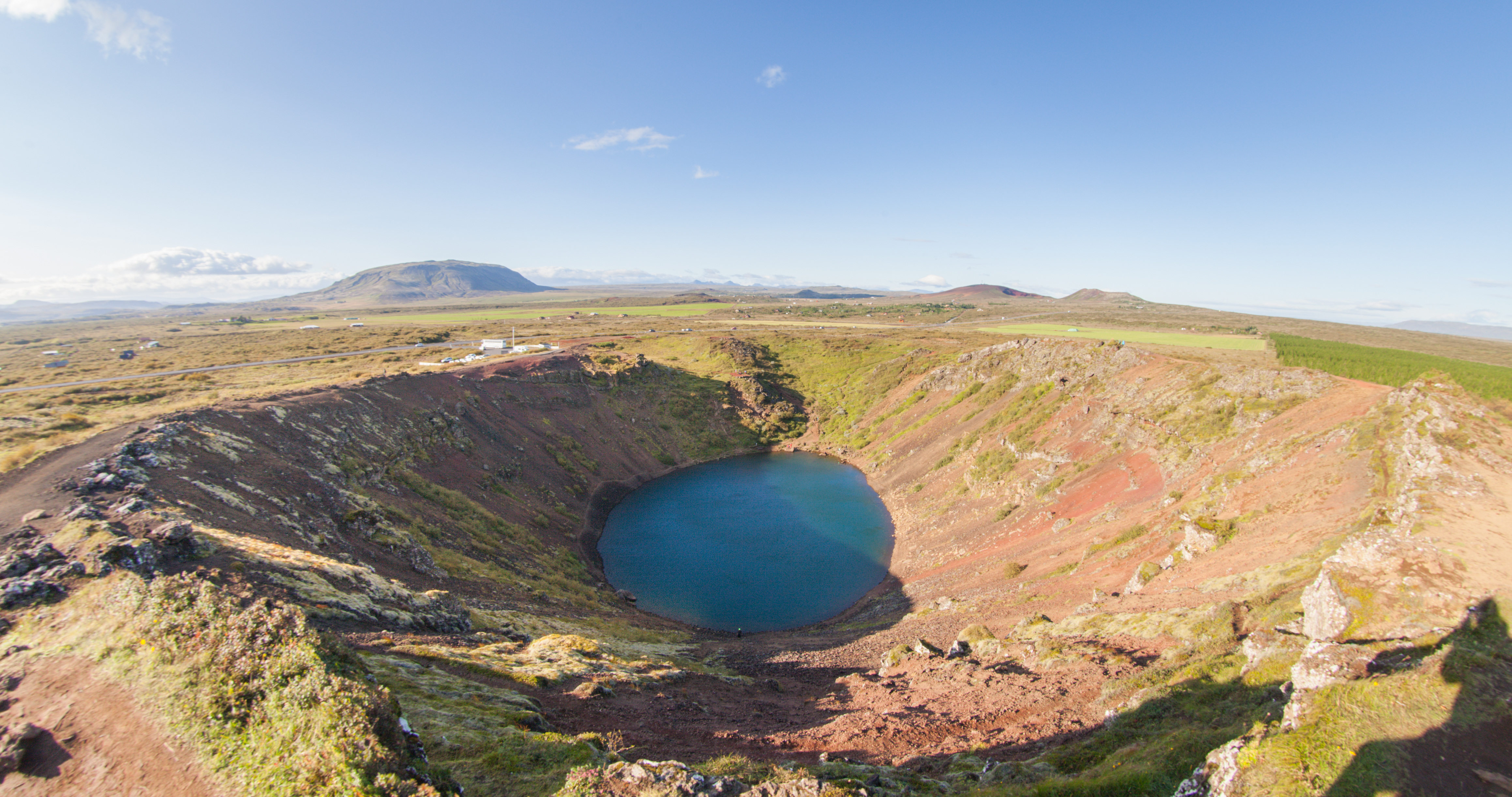
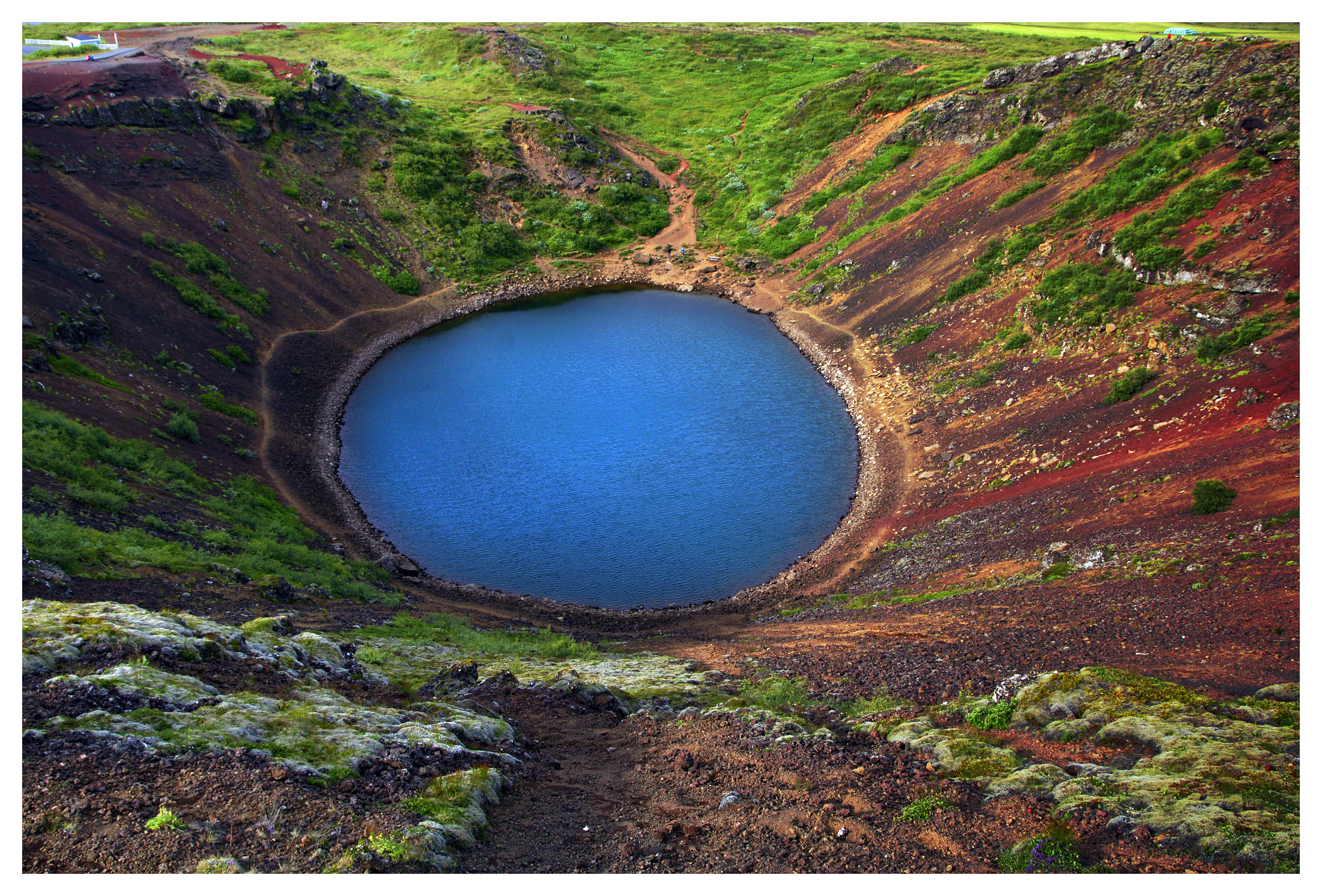
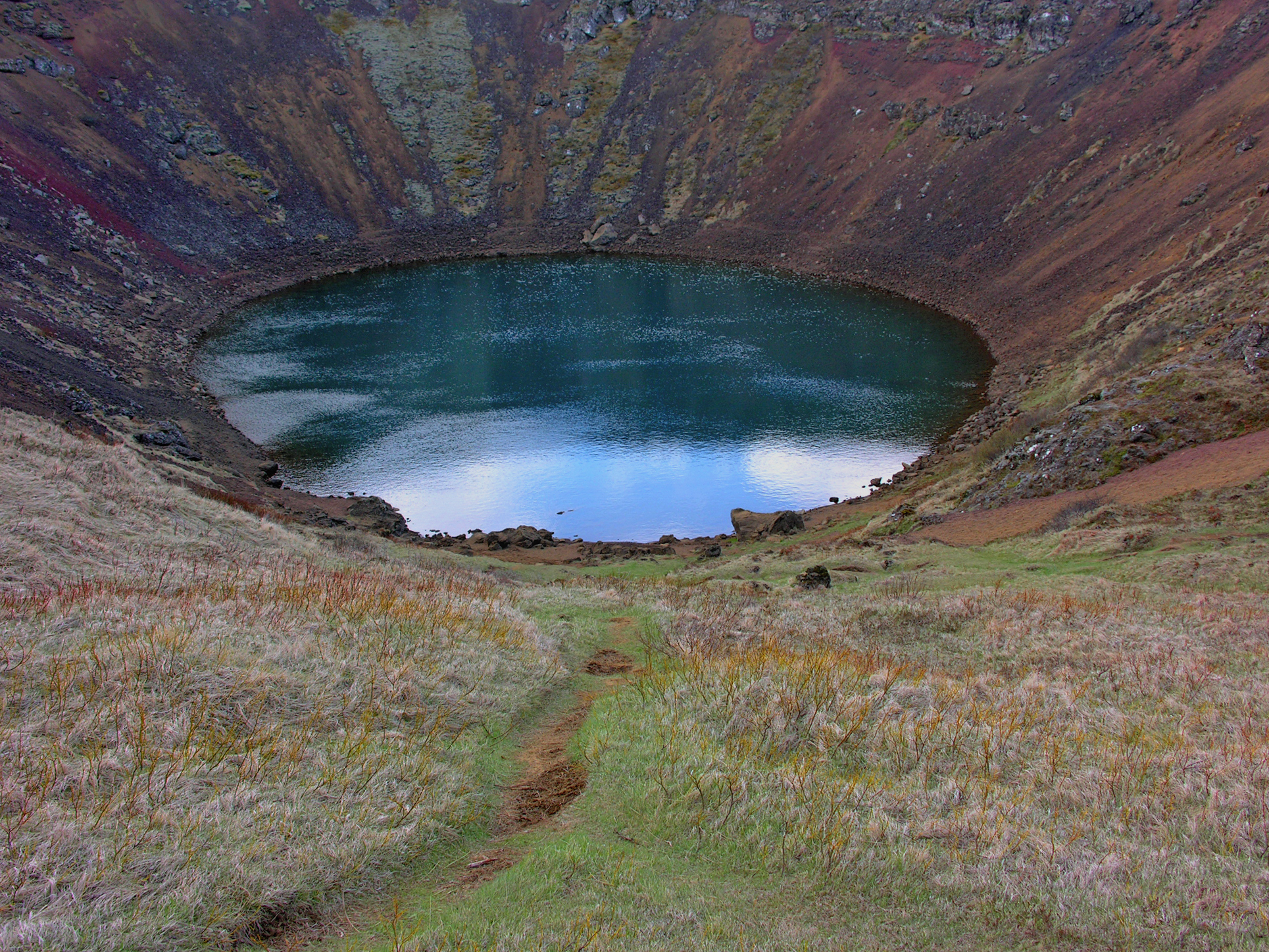